# Сидні Педжіт
Сідні Едвард Педжет (іноді Сидні, англ. Sidney Edward Paget; нар. 4 жовтня 1860, Лондон — пом. 28 січня 1908, Маргіт, графство Кент) — британський портретист та ілюстратор Вікторіанської епохи. Відомий завдяки ілюстраціям до оповідань Артура Конана Дойла про Шерлока Холмса, які друкувалися в «Strand Magazine».

## Життєпис
Педжет був середнім з трьох братів (Генрі, Сідні і Волтер). Він почав малювати у молодому віці і два роки навчався в Британському музеї у Лондоні, після цього вступив до Школи мистецтв Хізерлі, а потім до Королівської академії мистецтв.

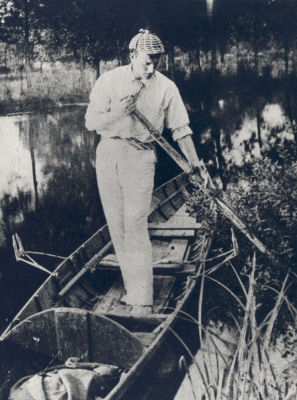
Сідні, одягнений у дирсталкер

У вікторіанську епоху його роботи з'являлися в журналі «The Strand Magazine». Педжет став відомий у всьому світі завдяки ілюстраціям до розповідей про Шерлока Холмса. Кажуть, що він взяв риси обличчя свого брата Волтера в якості моделі для своїх зображень головного детектива, але це було спростовано старшим братом, Генрі Педжетом. Картатий кашкет, у якому Холмса можна побачити на багатьох картинах, сходить до власного пристрасті Педжета до цієї кепки і прямо згадується лише в одному оповіданні Дойла, а саме у оповіданні «Звіздочолий», як «дорожня шапка з відкидною кришкою».
Сідні Педжет зробив, загалом, 356 малюнків для 37 оповідань і роману «Собака Баскервілів».
Сідні Педжет спочатку був замовлений редакторами Strand в якості ілюстратора оповідань про Шерлока Холмса через плутанину між братами. Редакція хотіла запропонувати цю роботу молодшому братові Волтеру Педжету, який вже був відомий своїми ілюстраціями у газеті «Ілюстрованих лондонських новин» (англ. The Illustrated London News). Однак, оскільки вони не знали імені Волтера, лист з пропозицією було доставлено Сідні. Пізніше Волтер ілюстрував такі романи, як «Копальні царя Соломона» Генрі Гаґґарда та «Острів скарбів» Роберта Луїса Стівенсона. Після смерті старшого брата Волтер Педжет проілюстрував розповідь про Шерлока Холмса «Детектив при смерті».

## Галерея

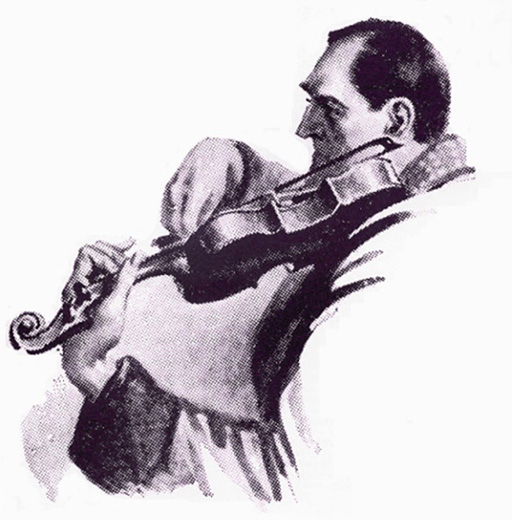
Холмс грає на скрипці
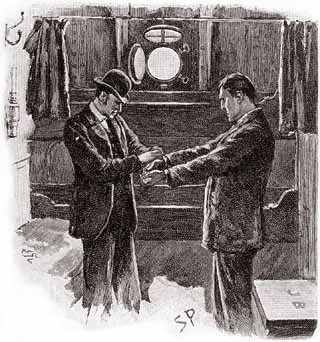
Інспектор Лестрейд арештовує підозрюваного
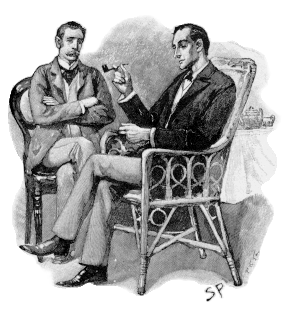
Шерлок Холмс та доктор Ватсон
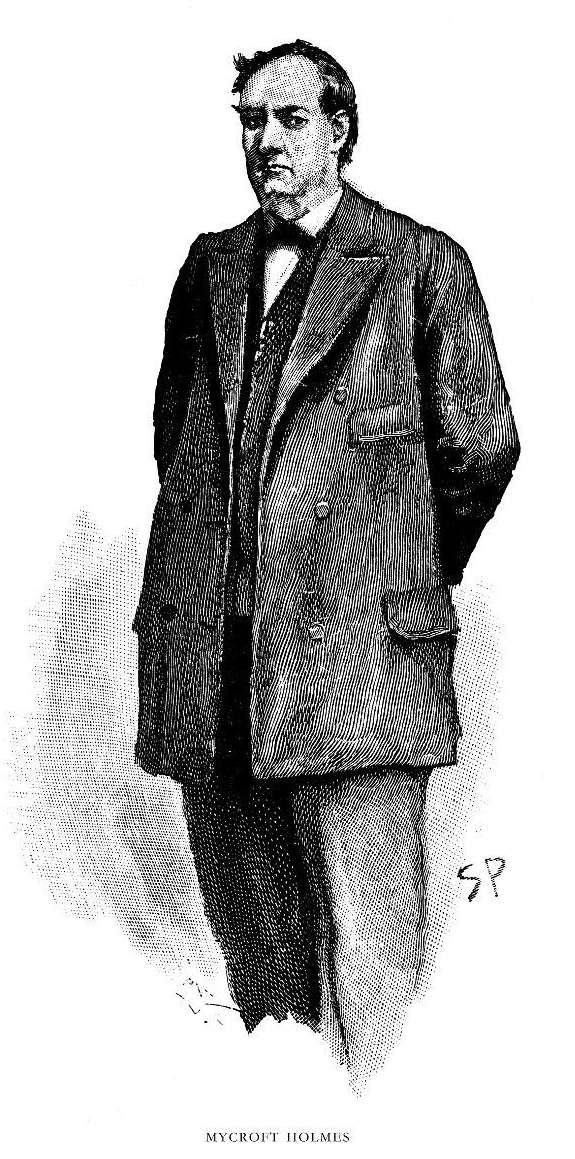
Майкрофт Холмс
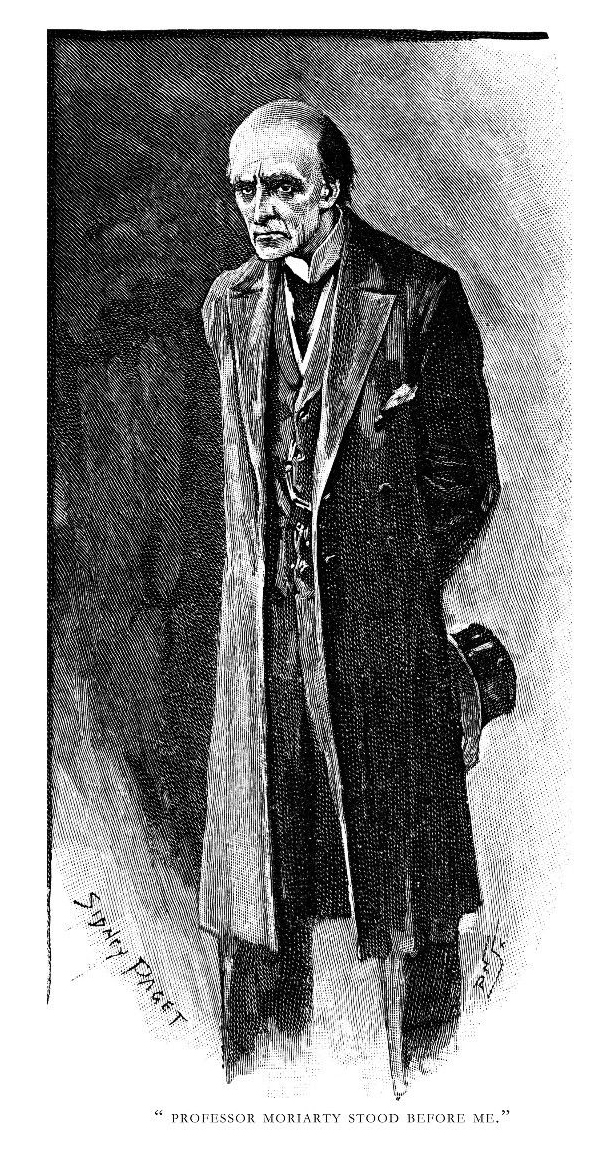
Професор Моріарті
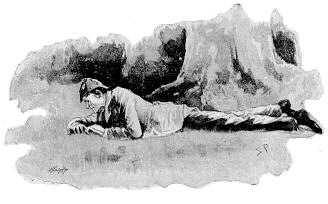
Холмс розглядає сліди на місці вбивства у оповіданні «Таємниця Боскомбської долини»